# Club Deportivo Tiburones Rojos de Veracruz
Maillots
Le Club Deportivo Tiburones Rojos de la Veracruz était un club de football de Veracruz fondé en 1943,, et dissout le 5 décembre 2019 pour cause de problèmes financiers, alors qu'il participait au Championnat du Mexique.

## Histoire
Le 23 août 2019, Veracruz devient la pire équipe de l'histoire du championnat mexicain en s'inclinant 2-1 face à l'Atlético San Luis. Après une série de 41 matchs sans victoire entre septembre 2018 et octobre 2019, l'équipe restera sur l'une des pires série de défaites de l'histoire du football.
Le 5 décembre 2019, à la suite de nombreux retards de paiement et un mécontentement répété avec le propriétaire Fidel Kurri, la FMF désaffilie officiellement le club de la Liga MX.

## Palmarès
- Championnat du Mexique (2)
  - Champion : 1946 et 1950

- Coupe du Mexique (2)
  - Vainqueur : 1948 et 2016 (C)
  - Finaliste : 1950, 1968 et 1995

- Supercoupe du Mexique
  - Finaliste : 1946, 1948 et 1950

- Championnat du Mexique de deuxième division (1)
  - Champion : 2001

## Joueurs emblématiques
- Adolfo Bautista
- César Villaluz
- Santiago Fernández
- Cuauhtémoc Blanco
- Hugo Sánchez
- Joel Huiqui
- Felipe Flores
- René Higuita
- Julio Ayllón

## Identité visuelle

Ancien logo.
Logo actuel.